# Elezioni presidenziali in Messico del 1946
Le elezioni presidenziali in Messico del 1946 si svolsero domenica 7 luglio, contestualmente alle elezioni parlamentari. Furono vinte di larga misura da Miguel Alemán Valdés, ex Segretario degli Interni, candidato del Partito Rivoluzionario Istituzionale (PRI) e appartenente alla corrente di destra del partito. Alemán fu il primo presidente civile del Messico dopo una lunga serie di presidenti generali rivoluzionari.
L'elezione vide la conferma del candidato del PRI, al potere ininterrottamente dal 1929, ma per la prima volta il risultato fu seriamente contestato da un candidato d'opposizione, Ezequiel Padilla Peñaloza, ex Segretario degli Affari Esteri, che riuscì ad arrivare secondo con il 19,3 % dei voti.

## Risultati
| Candidati                 | Partiti                                                   | Voti      | %     |
| ------------------------- | --------------------------------------------------------- | --------- | ----- |
| Miguel Alemán Valdés      | Partito Rivoluzionario Istituzionale                      | 1 786 901 | 77,87 |
| Ezequiel Padilla Peñaloza | Partito Democratico Messicano                             | 443 357   | 19,32 |
| Enrique E Calderón        | Partito Popolare Nazionale di Collocazione Rivoluzionaria | 33 952    | 1,48  |
| Jesús Agustín Castro      | Partito Nazionale Costituzionalista                       | 29 337    | 1,28  |
| Altri                     | -                                                         | 1 181     | 0,05  |
| Totale                    | Totale                                                    | 2 294 728 | 100   |